# Pieter Huistra
Pieter Huistra (n. 18 ianuarie 1967, Goënga⁠(d), Súdwest-Fryslân⁠(d), Provincia Frizia, Țările de Jos) este un fost fotbalist neerlandez.
Între 1988 și 1991, Huistra a jucat 8 meciuri pentru echipa națională a Țărilor de Jos.

## Statistici
| Țările de Jos | Țările de Jos | Țările de Jos |
| An            | Meciuri       | Goluri        |
| ------------- | ------------- | ------------- |
| 1988          | 1             | 0             |
| 1989          | 4             | 0             |
| 1990          | 0             | 0             |
| 1991          | 3             | 0             |
| Total         | 8             | 0             |